# Médecin interne résident
Le statut de médecin interne résident (en espagnol : Médico interno residente, MIR) constitue le système de formation des médecins spécialistes en Espagne depuis 1976.

## Accès et durée
L'accès au statut de MIR se fait par un examen annuel, ouvert aux étudiants titulaires d'une licence universitaire en médecine.
En fonction de l'une des 47 spécialistes choisie, l'internat dure entre deux et cinq ans. Il s'effectue dans une maison médicale (centro de salud) ou à l'hôpital.
Les internes en hydrothérapie, médecine du sport et médecine légale ne sont pas en résidence mais sous un régime d'apprentissage.